# Aldoláza
Aldoláza nebo specifičtěji fruktóza-bisfosfátaldoláza je enzym, který umožňuje štěpení fruktóza-1,6-bisfosfátu na dvě triózy – glyceraldehydfosfát (G3P) a dihydroxyacetonfosfát (DHAP), které je klíčovou reakcí glykolýzy. Enzym dokáže reakci katalyzovat i v opačném směru, se kterým se setkáme v některých anabolických drahách, a to glukoneogenezi a Calvinově cyklu. Jedná se o nitrobuněčný enzym lokalizovaný v cytoplazmě. Ve vysoké koncentraci se vyskytuje hlavně ve svalových buňkách, méně také v jaterních buňkách.
Obecněji jsou aldolázy enzymy, které provádí aldolovou reakci (produkují aldol) nebo reakci k ní opačnou. Příkladem takové aldolázy je mimo této také N-acetylneuraminátlyáza, která katalyzuje reakci vzniku kyseliny sialové. 

## Mechanismus a struktura
Aldolázy a proteiny, které obsahují, dělíme na dva typy, které se významně liší mechanismem funkce. Oba však sdílejí podobné výchozí látky a produkty, a tak se řadí do stejné skupiny.
Aldolázy první třídy tvoří protonovaný meziprodukt – Schiffovu bázi, který propojuje aktivní centrum (lysin) s karbonylovým uhlíkem DHAP. Důležité pro tento mechanismus jsou zbytky tyrosinu, neboť působí jako stabilizující akceptor vodíku. 
Aldolázy druhé třídy používají odlišný mechanismus, který polarizuje karbonylovou skupinu pomocí dvojmocného kationtu, jako je Zn2+. Proteiny operonu galaktitolu Escherichia coli – gatY, a protein operonu N-acetylgalaktosaminu  – agaY, které jsou oba tagatózobisfosfát aldolázy, jsou homologní (společného původu) k aldoláze fruktózobisfosfátu třídy II. Bylo prokázáno, že dva histidinové zbytky v první polovině sekvence těchto homologů se podílejí na vazbě zinku.
Proteinové podjednotky obou tříd mají α/β doménu složenou do TIM barelu obsahujícího aktivní místo. Několik podjednotek je sestaveno do kompletního proteinu. Již zmíněné dvě třídy aldolázy sdílejí jen malý sekvenční alignment.
Až na několik výjimek se jen proteiny aldolázy první třídy nacházejí u živočichů, rostlin a zelených řas. Oproti tomu proteiny aldolázy druhé třídy se výhradně naházejí pouze u hub. U jiných eukaryot a u 
bakterií se vyskytují velmi často obě třídy, jsou tedy často přítomny společně ve stejném organismu. Rostliny a řasy mají také plastidovou aldolázu, někdy považovanou za pozůstatek endosymbiózy, kromě obvyklé cytosolické aldolázy, jež se nachází v cytoplazmě. Bifunkční fruktózobisfosfátová aldoláza/fosfatáza, s mechanismem třídy I, byla nalezena u archaea a u některých bakterií. Aktivní centrum této archaeální aldolázy je také v TIM barelu.

## Metabolické dráhy

### Calvinův cyklus
Calvinův cyklus je metabolická dráha, jejímž výsledkem je fixace uhlíku. Je součástí druhé (temnostní, na světle nezávislé) fáze fotosyntézy, ve které přeměnuje oxid uhličitý a vodu na glukózu. Čtyři z reakcí, ve kterých aldoláza figuruje, se také vyskytují v glukoneogenezi. V obou metabolických drahách je 3-fosfoglycerát (3-PG) redukován na fruktóza-1,6-bisfosfát, přičemž aldoláza katalyzuje poslední z této série reakcí. Navazuje na ní hydrolýza fruktóza-1,6-bisfosfátu, která je však již nevratná. 
V Calvinově cyklu aldoláza také katalyzuje produkci sedukeptulóza-1,7-bisfosfátu z DHAP a erytróza-4-fosfátu. Produkty Calvinova cyklu jsou trióza fosfát (TP), což je směs DHAP, G3P (glukóza-3-fosfát) a F6P (fruktóza-6-fosfát), přičemž oba jsou klíčové k regeneraci RuBP (ribulóza-1,5-bisfosfát), jenž je inhibitorem enyzmu rubisco.

### Glykolýza
V glykolýze je aldoláza klíčová ve čtvrté reakci, při které dochází ke štěpení fruktózy-1,6-bisfosfátu na dvě triózy  – GADP a DHAP. DHAP se na GADP přemění pomocí TPI (trióza-fosfátizomeráza) a tak do další fáze glykolýzy vstupují dvě molekuly GADP. Právě tímto krokem vznikají z jedné hexózy dvě triózy, díky čemuž vznikají z jedné molekuly glukózy dvě molekuly pyruvátu, které ve výsledku uvolní více ATP než spotřebují. 